# Liste der Baudenkmale in Siehdichum
Die Liste der Baudenkmale in Siehdichum enthält alle Baudenkmale der brandenburgischen Gemeinde Siehdichum und ihrer Ortsteile. Grundlage ist die Landesdenkmalliste mit dem Stand vom 31. Dezember 2021. Die Bodendenkmale sind in der Liste der Bodendenkmale in Siehdichum aufgeführt.

## Baudenkmale in den Ortsteilen
In den Spalten befinden sich folgende Informationen:
- ID-Nr.: Die Nummer wird vom Brandenburgischen Landesamt für Denkmalpflege vergeben. Ein Link hinter der Nummer führt zum Eintrag über das Denkmal in der Denkmaldatenbank. In dieser Spalte kann sich zusätzlich das Wort Wikidata befinden, der entsprechende Link führt zu Angaben zu diesem Denkmal bei Wikidata.
- Lage: die Adresse des Denkmales und die geographischen Koordinaten. Link zu einem Kartenansichtstool, um Koordinaten zu setzen. In der Kartenansicht sind Denkmale ohne Koordinaten mit einem roten beziehungsweise orangen Marker dargestellt und können in der Karte gesetzt werden. Denkmale ohne Bild sind mit einem blauen bzw. roten Marker gekennzeichnet, Denkmale mit Bild mit einem grünen beziehungsweise orangen Marker.
- Bezeichnung: Bezeichnung in den offiziellen Listen des Brandenburgischen Landesamtes für Denkmalpflege. Ein Link hinter der Bezeichnung führt zum Wikipedia-Artikel über das Denkmal.
- Beschreibung: die Beschreibung des Denkmales
- Bild: ein Bild des Denkmales und gegebenenfalls einen Link zu weiteren Fotos des Baudenkmals im Medienarchiv Wikimedia Commons

### Rautenkranz
| ID-Nr.   | Lage                 | Bezeichnung | Beschreibung | Bild |
| -------- | -------------------- | ----------- | ------------ | ---- |
| 09115065 | Rautenkranz 3 (Lage) | Forsthaus   |              | BW   |

### Rießen
| ID-Nr.            | Lage                       | Bezeichnung | Beschreibung | Bild           |
| ----------------- | -------------------------- | ----------- | --- | -------------- |
| 09116159          | Rautenkranzer Weg (Lage)   | Wohnhaus    | | BW             |
| 09115066 Wikidata | Rautenkranzer Weg 4 (Lage) | Dorfkirche  | Die evangelische Kirche wurde Anfang des 17. Jahrhunderts erbaut, der Altar wurde später errichtet. Der Altaraufsatz stammt aus dem Jahre 1627 aus einer Werkstatt aus Beeskow. In der Predella befindet sich ein Bild des Abendmahles. Die Kanzel stammt aus dem Jahr 1627, auf den Bildern sind Christus und drei Evangelisten dargestellt. | weitere Bilder |

### Schernsdorf
| ID-Nr.   | Lage                   | Bezeichnung                                                                             | Beschreibung                                                                                            | Bild                                                                                    |
| -------- | ---------------------- | --------------------------------------------------------------------------------------- | --- | --------------------------------------------------------------------------------------- |
| 09115067 | Am Dorfanger (Lage)    | Backofen, auf dem Anger gegenüber von Nr. 20                                            | | BW                                                                                      |
| 09115016 | Försterei 1 (Lage)     | Försterei Fünfeichen                                                                    | | BW                                                                                      |
| 09115236 | Försterei 2-5 (Lage)   | Forstarbeiterhäuser Fünfeichen                                                          | | BW                                                                                      |
| 09115443 | Ragower Mühle (Lage)   | Grabanlage für Paul Schenk, nahe der Ragower Mühle auf nicht öffentlichem Grund gelegen | Er erwarb die Mühle 1932, seine Frau Franziska, 1941 verstorben, ist ebenfalls in der Gruft beigesetzt. | Grabanlage für Paul Schenk, nahe der Ragower Mühle auf nicht öffentlichem Grund gelegen |
| 09115026 | Ragower Mühle 1 (Lage) | Ragower Mühle mit Wohn- und Mahltrakt, Hofgebäude                                       | | Ragower Mühle mit Wohn- und Mahltrakt, Hofgebäude                                       |

### Siehdichum
| ID-Nr.   | Lage                   | Bezeichnung | Beschreibung | Bild |
| -------- | ---------------------- | --- | --- | --- |
| 09115704 | Siehdichum (Lage)      | Försterfriedhof und Gedenkstein für die Gefallenen des Ersten Weltkriegs                                                       | | Försterfriedhof und Gedenkstein für die Gefallenen des Ersten Weltkriegs                                                       |
| 09115070 | Siehdichum 1, 2 (Lage) | Försterei mit Forsthaus, Stallgebäude und separatem Keller sowie Wirtschaftsgebäude mit Scheune, Amtsstube und Kutscherwohnung | Das Fachwerkgebäude Altes Forsthaus wurde 1909 als Herrenhaus errichtet. Es ist gut rekonstruiert und dient als Restaurant. Zusammen mit den benachbarten Wirtschaftsgebäuden ist es auch ein Hotel. | Försterei mit Forsthaus, Stallgebäude und separatem Keller sowie Wirtschaftsgebäude mit Scheune, Amtsstube und Kutscherwohnung |